# Gabbiella rosea
Gabbiella rosea е вид коремоного от семейство Bithyniidae. Видът е почти застрашен от изчезване.

## Разпространение
Разпространен е в Кения.